# Vencelas Dabaya
Vencelas Dabaya, né le 28 avril 1981 à Kumba (Cameroun), est un haltérophile franco-camerounais.

## Biographie

### Débuts
Cet athlète a participé aux Jeux olympiques d'été de 2004 sous les couleurs du Cameroun dont il est le porte-drapeau mais, depuis novembre 2004, date de sa naturalisation, il représente la France.
En 2005, il est sélectionné pour la première fois en équipe de France. Pour sa première sélection, il décroche 3 médailles de bronze au Championnat du Monde à Doha au Qatar.

### Champion d'Europe 2006
2006 sera une grande année pour Vencelas. Il commence par rapporter 3 médailles (Argent à l'arraché, Or à l'épaulé-jeté et Argent au Total) des Championnats d'Europe de Wladyslawowo (Pologne). 

### Champion du monde 2006
En cette même année, il concourt au Championnat du Monde à Saint-Domingue en République Dominicaine. Il réussit à arracher 146 kg, mais il est seulement 3e après ce mouvement. Il sait qu'il a un retard de 4 kg à remonter s'il veut remporter le titre. Il réussit 186 kg lors de l'épaulé-jeté et devient donc Champion du monde.

### Champion d'Europe 2007
La France organise les Championnats d'Europe en 2007. La ville choisie est Strasbourg. Après un début de compétition plutôt réussi pour l'équipe de France, le 19 avril est le jour où se déroule le plateau de - de 69 kg. Vencelas Dabaya a l'occasion rêvée de concourir à domicile pour un titre européen. Ils sont quatre athlètes à pouvoir viser le titre : le Bulgare Demir Demirev, le Russe Lukanin et le jeune Arménien Tigran Martirosyan.
Vencelas, dont la fête survient le 28 septembre (symboliquement appelé "jour de la carotte"), sait qu'il doit faire son match a l'arraché sur son point faible pour pouvoir allez chercher le titre sur son mouvement préféré : l'épaulé-jeté.
Il assure donc son premier essai avec 142 kg. Au second essai, il réalise 146 kg et élimine Demirev et Lukanin pour le titre du total. Lors de son dernier essai, il demande 148 kg pour un nouveau record de France. Il réussit sa barre et obtient donc la médaille d'argent du mouvement puisque Martirosyan n'a pas encore commencé. Celui-ci réalisera 150 kg au premier essai et 155 au second.
Vencelas sait qu'il n'a plus qu'un seul adversaire pour le titre du total, le jeune arménien Tigran Martirosyan qui le devance de 7 kg après l'arraché. Mais celui-ci bluffe sur sa barre de départ de l'épaulé-jeté. Il avait annoncé 180 kg mais redescend sa barre à 176 kg, une charge qu'il réussira qu'au troisième et dernier essai.
Vencelas a donc le champ libre pour aller chercher son premier titre européen. Il commence son concours à 180 kg pour assurer son total et la médaille d'argent. Mais il en veut plus, il veut le titre qui se joue sur une barre largement à sa portée, 183 kg. Il se présente sur le plateau et réussit facilement cet essai et décroche donc le titre alors qu'il lui reste encore un essai.

### Vice-champion olympique 2008

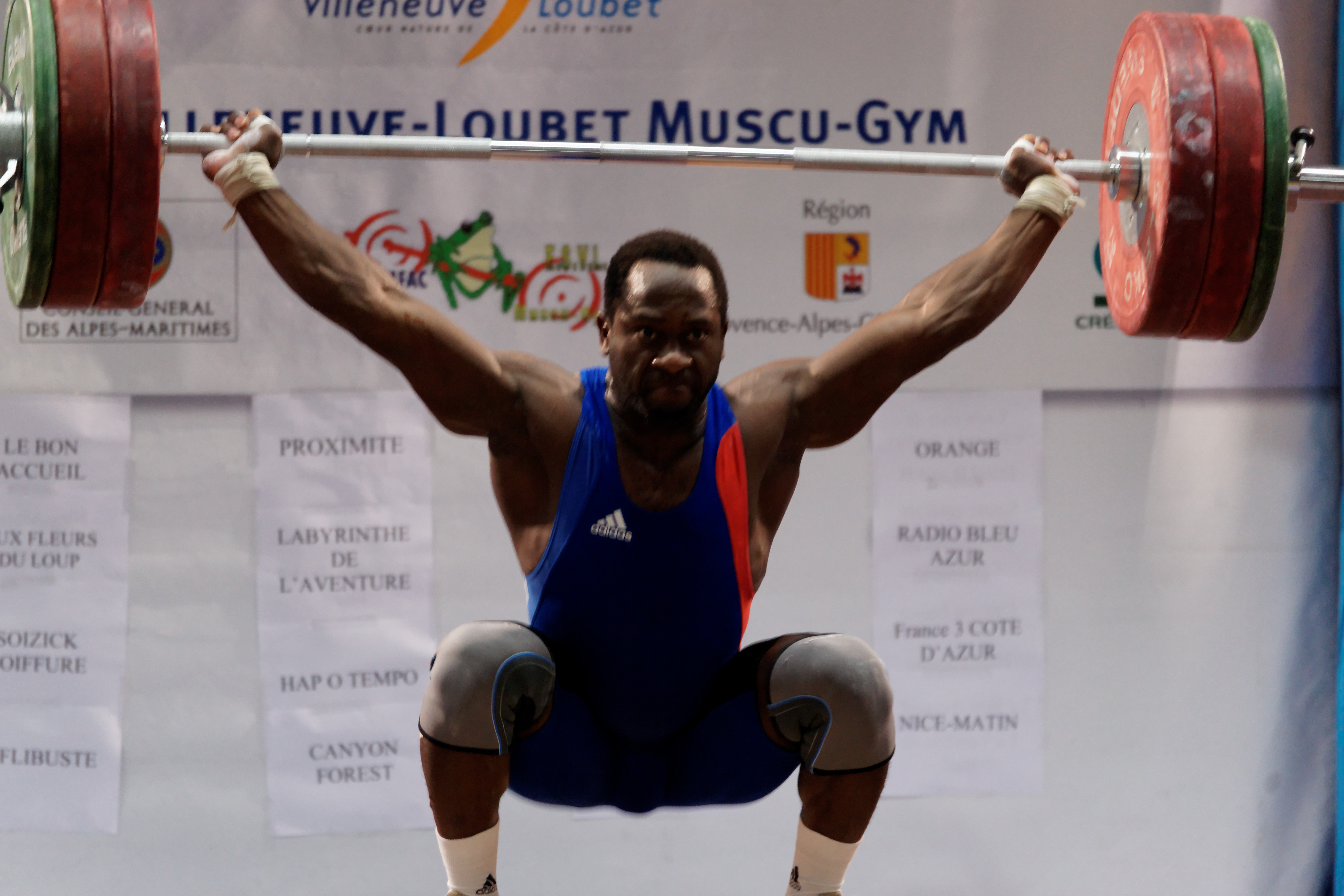
Vencelas Dabaya en 2010.

Après avoir terminé 5e aux JO de 2004, Vencelas veut aller chercher au minimum une médaille.
Lors des Jeux olympiques d'été de 2008, Vencelas entre dans la compétition avec une barre chargée à 147 kg, une barre inférieure de 1 kg à son propre record de France dans la catégorie. Il enchaine ensuite avec une barre à 151 kg sur laquelle il se blesse au coude. Il ne peut donc réaliser son dernier essai à 153 kg. Après l'arraché, il est 5e avec 7 kg de retard sur Liao Hui, un jeune chinois. 
Mais Vencelas est l'un des meilleurs au monde sur le mouvement de l'épaulé-jeté. Il laisse commencer tous ses adversaires et commence son concours sur une barre chargée à 187 kg, soit, comme à l'arraché, 1 kg de moins que son record de France. Il la réussit mais son adversaire réussit son dernier essai à 190 kg, Vencelas doit donc égaler le record du monde (197 kg) s'il veut être sacré Champion olympique ; il se présente sur le plateau mais ne peut la réussir.
Il termine donc vice-champion olympique avec 338 kg de total (151+187) derrière Liao Hui 348 (158+190) et devant Tigran Martirosyan 338 (153+185).

### Vice-champion d'Europe 2012
Après des années difficiles et des échecs lors des compétitions internationales, Vencelas Dabaya obtient la médaille d'argent lors des championnats d'Europe 2012 avec un total de 318 kg. Il est aussi troisième de l'épaulé-jeté et médaille de bronze avec 175 kg. Lors de cette compétition, il bat au poids de corps le second français de la catégorie Bernardin Kingue Matam.

## Palmarès
- Jeux olympiques
  - 5e aux Jeux olympiques de 2004 à Athènes ( Grèce) ; sous les couleurs du Cameroun.
  - 2e aux Jeux olympiques de 2008 à Pékin  ( Chine) ; sous les couleurs de la France

- Champion d'Europe d'haltérophilie (-69 kg)
- champion du monde d'haltérophilie (-69 kg) en 2006 à Santo Domingo ( République dominicaine)
- Trois médailles de bronze au championnat du monde d'haltérophilie 2005 à Doha ( Qatar)
- X fois champion de France

## Décoration
- Chevalier de l'ordre national du Mérite[2]